# けものフレンズ2
『けものフレンズ2』は、けものフレンズプロジェクトによる『けものフレンズ』を原案とする2作目のテレビアニメ作品。2019年1月から4月までテレビ東京ほかで放送された。動物が人間の姿をした「フレンズ」と呼ばれる少女たちが暮らすサファリパーク型動物園「ジャパリパーク」を舞台に、パークに迷い込んだ迷子の正体や仲間がいる場所を知るための冒険と旅を描く。第1作とは異なる制作会社が制作を行っている。

## 概要
2019年1月から4月までテレビ東京ほかで放送された。全12話。放送前には実写特番が放送された。
2018年9月2日、公式Twitter・ホームページの更新にてテレビアニメ『けものフレンズ2』の制作が発表された。同年9月19日からはビジュアルが順次公開されていき、同年10月29日、ビジュアル第6弾と合わせて放送時期およびキャスト・スタッフ情報が発表された。
2期のストーリーに沿った漫画版が『月刊少年エース』2019年3月号から連載された。

## ストーリー
| 話数 | サブタイトル     |
| --- | ---------------- |
| #01 | きおくのかなた   |
| ある日、子供がジャパリパークにある荒廃した施設の中で目覚め、施設を出て森に迷い込むとカラカルとサーバルに出会う。サーバルに「キュルル」とあだ名をつけられたその子供は「おうちに帰りたい」と願い、サーバルたちはキュルルの持っているスケッチブックに描かれた絵を手掛かりにキュルルの家を目指す。カルガモの道案内でサーバルたちは絵の場所の一つにたどり着くが、巨大なセルリアンが現れサーバルたちを襲う。建物に逃げ込んだサーバルたちは、カルガモがセルリアンを引き付けている隙に海賊風のラッキービーストの操縦する乗り物でその場を脱出する。セルリアンはなおも乗り物に迫るが、何者かが現れてセルリアンを倒し、乗り物はそのまま「アヅアエン」へと出発する。 |                  |
| #02 | ぱんだとぱんだ   |
| 絵に描かれた林と似た場所を見つけたサーバルたちは、到着駅で降りてジャイアントパンダに出会う。ジャイアントパンダは絵の場所を知っているようだが、すぐに居眠りをしてしまう。次に現れたレッサーパンダの案内で、サーバルたちは林の中を進むが一向に目的地にたどり着かず、カラカルが詰問するとレッサーパンダは世話焼きなだけで、実際は場所を知らず当てもなく歩いていたという。そのとき何かの部品を発見したサーバルたちは、キュルルの発案で皆で団結し部品を組み立てると遊具が完成し、偶然そこが絵の場所だったことが判明する。追いついたジャイアントパンダも加わり一緒に遊ぶが、大量のセルリアンが出現して遊具を壊していく。遊びを邪魔されたジャイアントパンダは激怒してセルリアンを攻撃し、全滅させると倒れこんでそのまま寝てしまう。パンダたちと別れを告げたサーバルたちは次の駅へと向かう。 |                  |
| #03 | うみのけもの     |
| 海岸にやってきたサーバルたちは、ボール遊びをしていたバンドウイルカとカリフォルニアアシカに絵の場所まで案内してもらう。サーバルたちはイルカたちが牽引する船で海に出るが、目的地は水中に沈んでいた。キュルルがサーバルの見つけた道具を使って海に潜り、用が済んだサーバルたちは陸に戻ろうとするが、イルカたちは「ご褒美がない」と言って帰すことを拒む。困惑するキュルルだが、思い付きで船にあった道具を使ってイルカたちと遊び、サーバルたちから歓声と拍手を受けたイルカたちは満足する。陸に戻ったサーバルたちはイルカたちに見送られて海を後にする。 |                  |
| #04 | いろんなおうち   |
| 乗り物で移動するサーバルたちだが、線路が途中で無くなっており列車が止まってしまう。サーバルたちは乗り物を降り、現地の黄色いラッキービーストに案内されてスケッチブックに描かれた明かりが灯る場所へと向かう。キュルルはそれをヒトの住む街だと考えていたが、ラッキービーストが連れてきたのは絵とは似ても似つかないアリ塚の並ぶ草原だった。サーバルたちは住まいを探していたアードウルフや巣の物件を紹介するアリツカゲラと共にいろんな巣を見て回るがアードウルフやキュルルの住処は見つからず、そのうち突然の雨に見舞われる。雨宿りのために入った洞窟でサーバルたちは暇を持て余すが、キュルルは絵をハサミでバラバラにして作ったパズルで遊ぶことを思いつく。パズルに熱中するうちに雨が上がり、アリツカゲラはパズルに描かれた場所を知っていることに気づく。そこは最初に来た場所だったが、アリ塚に棲む虫が発光して絵の通りの景色が広がっており、感激したアードウルフはそこに近い洞窟を巣にすることを決める。その後ヒトを探していたオオセンザンコウとオオアルマジロが現れてキュルルを連行しようとするが、カラカルの威嚇で二人が蹲ったその隙にサーバルたちはその場を去り「ジャングルエン」へと向かう。 |                  |
| #05 | ひとのちから     |
| ジャングルエンのフレンズによる縄張り争いに巻き込まれたサーバルたちは、ヒトについての情報を持つゴリラのアジトへ向かう。ヒトであるキュルルに部下達を支配する方法を教えてくれと頼むゴリラのためにサーバルたちは芝居を打つが、イリエワニやヒョウたちはキュルルにフレンズを操る力があると思い込み、互いにキュルルを自分のものにしようとする。キュルルの用意した紙相撲で誤解が解けトラブルは収束に向かうが、そこに暴走するビーストが現れ一行に襲い掛かる。 |                  |
| #06 | あたらしいあさ   |
| サーバルたちはかばんの住む研究施設へと向かい、アフリカオオコノハズク（博士）とワシミミズク（助手）の歓迎を受ける。セルリアンの出現する場所がわからないという博士たちに対し、キュルルが原因が海にあることを指摘すると、博士たちはキュルルを連れ出して調査に向かう。その間に研究室でセルリアンが発生するが、サーバルとカラカルの連携でセルリアンは倒され、キュルルたちは海でサンドスターと巨大なセルリアンを発見する。 |                  |
| #07 | すぴーどのむこう |
| 何が描かれているのかわからない絵を頼りに野原の道を歩くサーバルたちは、チーターたちのかけっこ勝負に協力することに。サーバルとカラカルはチーターと組んでキュルルの提案したリレー走に参加するが、セルリアンが現れて勝負は中止になってしまう。逃げる際に足をくじいたプロングホーンをチーターが救出し、追いかけるうちに転倒したセルリアンはサーバルの一撃で倒される。G・ロードランナーにチーターとプロングホーンが競争する絵を渡したキュルルたちは、荒野に放置されていたトラクターに乗って先へと進む。 |                  |
| #08 | しんきょくらいぶ |
| サーバルたちはPPPのライブステージを見つける。PPPのマネージャーのマーゲイはライブの前にお芝居を企画。サーバルたちが舞台に立つが本物のセルリアンがあらわれる。サーバルとカラカルがセルリアンを倒し、PPPが新曲を披露する。その間に、キュルルはオオセンザンコウとオオアルマジロに連行されてしまう。 |                  |
| #09 | おうちにおかえり |
| キュルルはオオセンザンコウとオオアルマジロを雇ったイエイヌと会い、会いたかったと言われ、仲良くなる。一方誘拐されたキュルルを追ってサーバルとカラカルはトラクターに乗り、イエイヌの家を見つける。イエイヌと遊ぶキュルルを見てカラカルは腹を立て、サーバルと共に家を後にする。カラカルらを追いかけたキュルルはビーストに襲われ、イエイヌが応戦。そこへカラカルとサーバルが駆け付ける。ビーストは野生解放したサーバルを見て退散。イエイヌはキュルルに、家に帰るよう命令してほしいと懇願。キュルルの命令でイエイヌは家に帰った。 |                  |
| #10 | ちぇっくいん     |
| サーバルたちは、森で出会ったリョコウバトとの案内で、じゃぱりホテルに宿泊する。かばんと博士たちは各地でフレンズそっくりなセルリアンが出現していることを話し合う。かばんはキュルルが描いたフレンズの絵からフレンズの姿をしたセルリアンが生まれることを発見する。キュルルはリョコウバトに今まで出会ったフレンズを描いた絵を贈るが、一度もヒトを見たことがないと聞き、落ち込む。外に出たキュルルは海に転落する。 |                  |
| #11 | うみのごきげん   |
| キュルルはバンドウイルカとカリフォルニアアシカに助けられ、キュルルの絵からセルリアンが生まれること、うみのごきげんが悪くなっていることを聞く。かばんはフレンズたちをトラクターに乗せ、ホテルに向かう。船型セルリアンがホテルの窓ガラスを割り、ホテルの浸水が始まる。その隙間からセルリアンが侵入し、リョコウバトが部屋に残したキュルルの絵へと向かう。フレンズ型セルリアンがホテルを徘徊し、サーバルたちを襲う。そこへかばんが連れてきたフレンズたちが到着。セルリアン掃討作戦がはじまる。 |                  |
| #12 | ただいま         |
| キュルルはホテルで絵を回収するが、増殖したセルリアンとフレンズの戦いは続く。キュルルは逃がされ、かばんの船でホテルから避難したが、船上にビーストがあらわれる。キュルルはビーストを連れてホテルに戻る。ビーストによりセルリアンは倒せたが、ホテルが倒壊しビーストが巻き添えになる。ホテル支配人のオオミミギツネは落胆するが、ハブの計らいによりホテルのヘリポートでPPPライブが開催されることとなった。キュルルはこの場所を気に入り、「みんなの役にたてることを探したい」と宣言。サーバル、カラカルとの旅を続ける。 |                  |

## 登場キャラクター

### メインキャラクター
キュルル
声 - 石川由依
『2』のオリジナルキャラクター。一人称は「ボク」。瞳孔が小さく色が左右異なる。何らかの絵が数枚描かれているスケッチブックを持っている。カラカルに名前を聞かれた時に答えられずお腹が「キュルル」と鳴ったことからサーバルに「キュルル（ちゃん）」と名付けられた。物語の中心人物としてスケッチブックを頼りに「おうちに帰る」ことを目的として、サーバルたちと行動を共にする。
廃墟と化した施設にある謎の固形物質に満ちたカプセルのような所にいたが、自分が何なのかはよくわかっていない。ヒトと行動した記憶が僅かにあるサーバルやラッキービーストから一応「ヒト」と認識されてからは自身をヒトと思っている。
第10話から登場するフレンズを模したセルリアンはキュルルがスケッチブックに描いた絵を取り込んで生まれている。
サーバル
声 - 尾崎由香
哺乳綱ネコ目ネコ科レプタイルルス属。
キュルルと出会った後、おうちに帰りたいという願いからカラカルと共に「おうち」を探しに行く。以前ヒトと一緒に行動したことがあるが、その頃のことは思い出せないでいる。第12話では「また会おうね！…サーバル」と別れを告げるかばんに対し、「うん、約束だよ、かばんちゃん！」と涙を見せながら告げている。
カラカル
声 - 小池理子
哺乳綱ネコ目ネコ科カラカル属。
サーバルの友人で、サーバルと共にキュルルの場所を探しに行く。好奇心の強いサーバルと比べると警戒心が強い。
ラッキービースト
声 - 内田彩
サーバルなどからは「ラッキーさん」と呼ばれており、見た目や性格、用途が異なる複数の個体が登場する。
緊急時以外フレンズとは全く会話しないはずだが、第5話ではカラカルに「確かに、ラッキーさんが話しているとこなんか、見た事無かったわねー。キュルルと会うまでは？」と聞かれて「ラッキービーストはヒトをガイドするのが仕事だ。だから話すのもヒトだけだ」と返事している。
イエイヌ
声 - 井口裕香
第3（声のみ）、8（シルエット）、9、10、12話登場。哺乳綱ネコ目イヌ科イヌ属。
オオセンザンコウとオオアルマジロの依頼人。第9話で連行されてきたキュルルと対面する。キュルルたちと別れた後は家に戻っており、博士たちにも招集されていない。
第12話のラストシーンでは「アイ」という少女からもらった手紙と、キュルルらしき少年とサーバル・カラカルらが描かれた崩壊前のジャパリパークの絵を大事そうに見ていた。
オオセンザンコウ
声 - 小野早稀
第1話より登場。哺乳綱センザンコウ目センザンコウ科アフリカセンザンコウ属。
イエイヌから依頼を受けヒト（キュルル）を探している。オオアルマジロからは「センちゃん」と呼ばれている。
危険を感じると身を丸くする。
オオアルマジロ
声 - 本宮佳奈
第1話より登場。哺乳綱被甲目アルマジロ科オオアルマジロ属。
『2』ではオオセンザンコウと行動を共にしている。通称「アルマー」。
第11話ではオオセンザンコウの鎧の堅さを利用した攻撃方法をひらめき危機を脱する。
危険を感じるとオオセンザンコウ同様に身を丸くする。
かばん
声 - 内田彩
第5話より登場。ヒト。一人称は「わたし」。アフリカオオコノハズクとワシミミズクと共に、サンドスターやセルリウムの調査をしている。
初対面時にサーバルを見て反応しており、カラカルにその事を聞かれた際には「そうかもね」と曖昧な返事をしただけであり詳細は不明。第12話ではサーバルとの会話の中で、キュルル・サーバル・カラカルの3人を「いいチーム」と評した後、「私たちもそうだったかな？」と問いかけている。
第5話放送直後、Twitterでは「かばんちゃん」がトレンド入りした。
フェネック
声 - 本宮佳奈
第10話より登場。哺乳綱ネコ目イヌ科キツネ属。
アライグマ
声 - 小野早稀
第10話より登場。哺乳綱ネコ目アライグマ科アライグマ属。
ビースト / アムールトラ
声 - 浅野真澄
第1話より度々サーバルたちの前に現れる。フレンズの容姿をしているが、手の部分が獣の手であり性格は狂暴、言葉も話すことはなく常に叫び声をあげている。手首には千切れた鎖が付いている。
火のついた紙飛行機（光）に気を取られるなど、セルリアンに似た性質も見受けられる。
第12話ではフレンズ型のセルリアンを一気に仕留める場面もあるが、動くものには何でも襲いかかる。最終的には崩壊したホテルの瓦礫の下敷きとなったかに見えたがその後の消息は不明。

### ゲストキャラクター
ロバ
声 - 石原夏織
第1話登場。哺乳綱ウマ目ウマ科ウマ属。
体が丈夫であること、記憶力が良いことを自負している。
屋台“パンのロバヤ”で食べ物や飲み物を配っている。
カルガモ
声 - 金子有希
第1話登場。鳥綱カモ目カモ科マガモ属。
ケンキュウセンター近くに住む。団体行動に厳しく、誰かが旅をしようとすると案内せずにはいられない性格。
前髪の配色が変更されているほか、元デザインに存在しない黄色のホイッスルを首にかけている。
ジャイアントパンダ
声 - 前田佳織里
第2話登場。哺乳綱ネコ目クマ科ジャイアントパンダ属。
アヅアエンに住む。どこでも眠ることができ、会話の最中でも眠ってしまう。寝るのを邪魔されると一時的にとても強くなる。
尻尾が黒い。
レッサーパンダ
声 - 遠野ひかる
第2話登場。哺乳綱ネコ目レッサーパンダ科レッサーパンダ属。
アヅアエンに住む。ジャイアントパンダと比較して自分を卑下し、しばしば号泣する。嬉しい時も同様。「役に立ちたい」と思うあまり、キュルルの絵に描かれていた場所への案内を、実際は知らないにもかかわらず引き受けてしまう。
EXデザイン（初公開）での登場である。
バンドウイルカ
声 - 木野日菜
第3話登場。哺乳綱クジラ偶蹄目マイルカ科ハンドウイルカ属。
カイジュウエンにて、カリフォルニアアシカと共に芸と「ご褒美」のやり取りをして遊んでいたが、カリフォルニアアシカの疑問に対し、自身も物足りなさを感じていたことを吐露する。
カリフォルニアアシカ
声 - 吉岡茉祐
第3話登場。哺乳綱ネコ目アシカ科アシカ属。
カイジュウエンにて、バンドウイルカと共に芸と「ご褒美」のやり取りをして遊んでいたが、その行動が本当に楽しいのか疑問を持つ。
アードウルフ
声 - 照井春佳
第4話登場。哺乳綱ネコ目ハイエナ科アードウルフ属。
サーバルやカラカルとは同郷で旧知の仲。
『2』ではフレンズの姿で登場。巣を探しにミナミメーリカエンの草原までやってくる。
アリツカゲラ
声 - 浅野真澄
第4話登場。鳥綱キツツキ目キツツキ科ハシボソキツツキ属。
ロッジを経営する傍ら、ミナミメーリカエンで多くのフレンズに巣の物件を紹介している。
ナミチスイコウモリ
声 - みゆはん
第4話登場。哺乳綱コウモリ目チスイコウモリ科チスイコウモリ属。
アリツカゲラが紹介した巣の一つに住んでいる。
ゴリラ
声 - 沼倉愛美
第5話より登場。哺乳綱サル目ヒト科ゴリラ属ニシゴリラ亜種ニシローランドゴリラ。
ワニたちやヒョウ姉妹の親分。サーバルたちをアジトまで連れていく。親分として縄張りを争うワニ・ヒョウたちを諫めているが、実際は戦うことは嫌いで、ストレスにも弱く、すぐお腹が痛くなってしまう。
第11話ではセルリアンに取り囲まれたため本気を出そうとするが、ジャイアントパンダに出番を取られてしまった。
第12話では眠ってしまったジャイアントパンダを背負いながらセルリアンと戦う活躍を見せた。
モバイルゲーム版『けもフレ』からデザインが全くの別物に変更されている。
イリエワニ
声 - 五十嵐裕美
第5話より登場。爬虫綱ワニ目クロコダイル科クロコダイル属。
ヒョウ姉妹とは犬猿の仲で、縄張りを巡って喧嘩していた。
メガネカイマン
声 - 大和田仁美
第5話より登場。爬虫綱ワニ目アリゲーター科カイマン属。
イリエワニの仲間。名前の通り眼鏡を掛けている。
ヒョウ
声 - 松田利冴
第5話より登場。哺乳綱ネコ目ネコ科ヒョウ属。
クロヒョウと共にワニたちと喧嘩していた。
EXデザイン（初公開）での登場である。
クロヒョウ
声 - 松田颯水
第5話より登場。哺乳綱ネコ目ネコ科ヒョウ属。
ヒョウの妹。
アフリカオオコノハズク
声 - 三上枝織
第6話登場。鳥綱フクロウ目フクロウ科コノハズク属。かばんの助手。呼び名は「博士」。食事も担当している。
ワシミミズク
声 - 上原あかり
第6話登場。鳥綱フクロウ目フクロウ科ワシミミズク属。かばんの助手の博士の助手。呼び名は「助手」。
チーター
声 - 水橋かおり
第7話登場。哺乳綱食肉目ネコ科チーター属。荒野を駆け抜けていたところでサーバルたちに衝突してしまう。
足は速いが持久力が無いため長距離を走るのは苦手。
プロングホーン
声 - 高森奈津美
第7話登場。哺乳綱クジラ偶蹄目プロングホーン科プロングホーン属。チーターと速さを競い合っている。
G・ロードランナー（オオミチバシリ）
声 - 高柳知葉
第7話登場。鳥綱カッコウ目カッコウ科ミチバシリ属。
白で“Beep！”と書かれた青いTシャツと比較的ラフな格好をしている。
プロングホーンを敬愛し、彼女のライバルに当たるチーターを盛んに挑発していた。リレー中に自分だけ飛んだりバトンがわりの枝でカラカルとチャンバラを始めたり何かと好戦的で狡猾な面を発揮していたが、セルリアンとの一件を経てプロングホーンを助けたチーターを「恩人」と呼びカラカルと喧嘩友達のような間柄になる。
最終話ではカルガモと並んでホバリングしながら他のフレンズの避難を率先して誘導した。
本来ロードランナーは飛翔が得意でない代わりに走行に長けた動物だが、この個体は走行する描写はAパート最後の数秒しかなく、主に飛翔による移動を行っている。
飛翔中は徐々に高度が下がる、ふらつくなど飛翔が苦手と思われるような描写も見られたが、はるか遠くの池を見つけられるほど、かなり高くまで飛ぶ描写を見せた。さらに、レースに夢中のチーターたちに追いつくほどのスピードで飛ぶ描写がある。
マーゲイ
声 - 山下まみ
第8話登場。哺乳綱ネコ目ネコ科オセロット属。PPPのマネージャーを務める。
PPP
第8話登場。オープニングなどにも登場している。
ロイヤルペンギン
声 - 佐々木未来
ペンギン目ペンギン科マカロニペンギン属。
コウテイペンギン
声 - 根本流風
ペンギン目ペンギン科コウテイペンギン属。
髪型が変更され正面からは後ろ髪が見えなくなっている。
ジェンツーペンギン
声 - 田村響華
ペンギン目ペンギン科アデリーペンギン属。
イワトビペンギン
声 - 相羽あいな
ペンギン目ペンギン科マカロニペンギン属。
フンボルトペンギン
声 - 築田行子
ペンギン目ペンギン科ケープペンギン属。

トキ
声 - 金田朋子
第8話登場。鳥綱ペリカン目トキ科トキ属。
『2』では出番が少なく最終決戦にも参戦していない。
タヌキ
声 - 加藤里保菜
第8話登場。哺乳綱ネコ目イヌ科タヌキ属。
特技として死んだふりを披露した。
パフィン
声 - アズマリム
第8話登場。鳥綱チドリ属ウミスズメ科ツメノドリ属ニシツノメドリ。
以上の3人はすべて、オーディションを受けに来たフレンズ。
オグロヌー
声 - あま津うに
第8話登場。哺乳綱クジラ偶蹄目ウシ科ヌー属。
トムソンガゼル
声 - 梅原サエリ
第8話登場。哺乳綱クジラ偶蹄目ウシ科ガゼル属。
1作目では第1話に声無しで僅かに登場したが、『2』ではオグロヌーと共にPPPの新曲ライブに来ていた。
上記二人の他にも、ライブの観客としてフレンズが複数名立ち絵で登場している。
カタカケフウチョウ
声 - 八木ましろ
第10話登場。スズメ目フウチョウ科カタカケフウチョウ属。
カンザシフウチョウと共にたびたびキュルルの前に姿を現し、不可解な言葉を投げかける。
カンザシフウチョウ
声 - 菅まどか
第10話登場。スズメ目フウチョウ科カンザシフウチョウ属。
カタカケフウチョウと共にたびたびキュルルの前に姿を現し、不可解な言葉を投げかける。
リョコウバト
声 - 白石涼子
第10話登場。鳥綱ハト目ハト科リョコウバト属。パークの様々な場所を一人旅しているが、ヒトの住む場所へは行ったことがない。途中でキュルルたちと出会い、ホテルへと連れていく。
ハブ
声 - 伊瀬茉莉也
第10話登場。爬虫綱有隣目クサリヘビ科ハブ属。ホテル内のお土産コーナーを任されているが、商品の一つである棒のような物を苦手としている。また、サボり癖があるため支配人の目を盗んでは持ち場を離れてサボろうとする。
第11話のアイキャッチでは、誤ってアカマタの映像がハブとして紹介されている。
ブタ
声 - 下地紫野
第10話登場。哺乳綱クジラ偶蹄目イノシシ科イノシシ属イノシシ亜種。ホテルの清掃を任されている。
オオミミギツネ
声 - 諏訪彩花
第10話登場。哺乳綱ネコ目イヌ科オオミミギツネ属。ホテルの支配人。セルリアンの発する超音波で一時的に聴力が奪われるシーンがある。

### オープニング・アイキャッチ・次回予告のキャラクター
以下のキャラクターは本編未登場。
ミライ
声 - 内田彩
『2』では動物ガイドとしてアイキャッチの解説コーナーを担当。
アルパカ・スリ
声 - 藤井ゆきよ
第1話から第11話まで。次回予告コーナーを担当しており毎回ゲストで登場する1作目のキャラクターを接待する（11話のみ単独）。

#### 次回予告コーナーのゲストキャラクター
詳細は第1期の登場キャラクターを参照。声の出演がないキャラクターについては記載していない。
- 第1話：PPP
- 第2話：ジャガー、コツメカワウソ
- 第3話：アメリカビーバー、オグロプレーリードッグ
- 第4話：ライオン、ヘラジカ
- 第5話：マーゲイ、リカオン
- 第6話：アフリカオオコノハズク、ワシミミズク
- 第7話：トキ、ツチノコ
- 第8話：タイリクオオカミ、アミメキリン
- 第9話：ギンギツネ、キタキツネ
- 第10話：ヒグマ、キンシコウ

## スタッフ
- 原作 - けものフレンズプロジェクト[注 1]
- 監督 - 木村隆一
- 助監督 - 安藤尚也
- シリーズ構成 - ますもとたくや
- 脚本 - ますもとたくや、有賀ひかる
- コンセプトデザイン - 吉崎観音[注 14]
- CG監督 - 谷口英男
- 美術監督 - 小幡和寛
- 撮影監督 - 椎名優希→丹羽拓也
- 音響監督 - 阿部信行
- 音楽プロデューサー - 内田峻
- 音楽制作 - ビクターエンタテインメント
- プロデューサー - 細谷伸之、岡本泰幸、飯塚彩、工藤大丈、秋尾浩史、飯塚寿雄、名越稔洋、福田聡、長澤秀尚、市井美帆、亀山暢央、石垣吉彦、和泉勇一
- アニメーションプロデューサー - 沼田心之介
- 音楽 - 立山秋航
- アニメーション制作 - トマソン
- 製作 - けものフレンズプロジェクト2A（KFP2A）

## 製作
第2期では大半のシーンが2D作画で制作し、一部のシーンは3DCG（トゥーンレンダリング）を用いたハイブリッドアニメとして制作される。アニメーション制作はトマソンが担当。
アニメーションプロデューサーの沼田は、第1期はさまざまな場所に伏線が散りばめられており、ゆるふわ感とポストアポカリプス感が合わさった世界観が魅力だったとした上で、第2期は「尖った作品の足元を固める」ように作っていると話している。このポストアポカリプスとは、具体的には諸星大二郎のユーモア・ホラー漫画『バイオの黙示録』（2008年）の世界観を指すと考えられる。
次回予告はジャパリカフェを舞台としており、イラストはキクチミロが担当している。

### 企画
第1作の放送後の2017年3月29日に新作映像の制作が決定した。アオツラカツオドリのフレンズの画像と、新規のロゴが同時に公開されている。しかし、監督降板騒動を経て白紙になり仕切り直しとなった。

### スタッフィング・キャスティング
監督の木村隆一は、細谷伸之プロデューサーから飲みの席で誘われ、冗談の回答を経て再度物理的に可能かどうかを確認し引き受けた。アニメプロデューサーの沼田心之介も、知人のプロデューサーを通じて打診され、その場で快諾している。細谷によるスタッフィングは、2017年12月前後に完了している。
石川由依によると、キュルル役のオーディションは原稿も絵も事前に渡されない特殊なオーディションだった。
Age Grobal Networks主催のSHOWROOMでの声優オーディションが行われ、あま津うにがグランプリに決定した。本編8話でオグロヌー役を演じている。

### 設定・脚本
木村やますもとによるとメインとなるのは、人間と動物ないしは人間と動物園の関係。そして、「人間にとって家とは何なのか」「ヒトが持つ社会性」をテーマにしている。
1作目のキャラクターも登場するが、1作目の続編ではなく、本作独自の新しい物語でけものフレンズという世界の再提示を行っている。物語の基本構造は1作目を踏襲している。1作目との差別化のために、カラカルを登場させることやラッキービーストを交代する要素を入れた。
ストーリーは、木村以外にもプロデューサーの要求や吉崎のアイデアなど、様々な人間の手が入っている。その上で、毎週の木村、ますもと、沼田の3人のシナリオ会議を経て作られていった。ますもとによると、第1話完成までに漕ぎ着けるまでが時間がかかり、会議も創造と破壊を繰り返した後の難産だったという。登場するフレンズの選定は、人気フレンズとPPPを出すことは吉崎からの提案があり、次にますもとが物語の中で動かしやすいフレンズのリストアップがあり、最終的にその中から映像として動かしやすいフレンズを選んだ。

### デザイン・モデリング
キャラクターモデルは、元のデザインよりも丸さや柔らかさを強調しており、必ず1回は吉崎の監修を通すようにしている。

### 演出
8話のライブシーンのみモーションキャプチャでアニメーションが作られており、サブリメイションが担当している。フルル役の築田行子の振りの遅れが本来ミスだったのだが、フルルらしいとしてそのまま採用されている。
オオセンザンコウに関しては小野早稀が持ち込んだキャラクター付けや演技の大半が反映されている。

### 番外編の制作
けものフレンズ2第5回見逃し上映会で、バンドウイルカを主人公とするサプライズムービーが公開された。沼田は秘密裏に制作を始め、完成後に許可を取ったものと語っている。なお、本ムービーはけものフレンズ2のBlu-rayには収録されていない。

## 主題歌・挿入歌
「乗ってけ！ジャパリビート」
どうぶつビスケッツ×PPPによるオープニングテーマ。作詞・作編曲は大石昌良。
「星をつなげて」
Gothic×Luckによる第1話から第5話のエンディングテーマ。作詞・作編曲はじん。
「きみは帰る場所」
Gothic×Luckによる第6話から第11話エンディングテーマ。作詞は林英樹、作編曲はfhánaの佐藤純一。
「ようこそジャパリパークへ（ただいま ver.）」
うぃあーふれんず！による第12話エンディングテーマ。作詞・作編曲は大石昌良。
挿入歌「アラウンドラウンド」
PPPによる第8話挿入歌。作詞・作編曲はhalyosy、ラップ歌詞はらっぷびと。

## 各話リスト
| 話数 | サブタイトル     | 脚本                      | 絵コンテ                            | 演出              | アイキャッチ                                                                                             |
| ---- | ---------------- | ------------------------- | ----------------------------------- | ----------------- | --- |
| #01  | きおくのかなた   | ますもとたくや            | 安藤尚也                            | 安藤尚也          | サーバル（NATIONAL GEOGRAPHIC） カラカル（NATIONAL GEOGRAPHIC）                                          |
| #02  | ぱんだとぱんだ   | ますもとたくや 有賀ひかる | 堀内良平                            | 堀内良平          | ジャイアントパンダ（どうぶつピース!!） レッサーパンダ（NATIONAL GEOGRAPHIC）                             |
| #03  | うみのけもの     | ますもとたくや            | 佐藤照雄                            | 雄谷将仁          | カリフォルニアアシカ（NATIONAL GEOGRAPHIC） バンドウイルカ（ダーウィンが来た! 〜生きもの新伝説〜）       |
| #04  | いろんなおうち   | ますもとたくや            | 鈴木卓夫                            | 鈴木卓夫          | アードウルフ（NATIONAL GEOGRAPHIC） アリツカゲラ（NATIONAL GEOGRAPHIC）                                  |
| #05  | ひとのちから     | ますもとたくや            | 安藤尚也                            | 堀内良平          | イリエワニ（NATIONAL GEOGRAPHIC） ヒョウ（NATIONAL GEOGRAPHIC）                                          |
| #06  | あたらしいあさ   | ますもとたくや            | 木村隆一                            | 飯村正之          | アフリカオオコノハズク（どうぶつ図鑑2） ワシミミズク（NATIONAL GEOGRAPHIC）                              |
| #07  | すぴーどのむこう | ますもとたくや            | 石山貴明                            | 鈴木卓夫          | チーター（NATIONAL GEOGRAPHIC） オオミチバシリ〈G・ロードランナー〉（NATIONAL GEOGRAPHIC）               |
| #08  | しんきょくらいぶ | ますもとたくや            | 関谷真実子 木村隆一（ライブパート） | 関谷真実子        | タヌキ（NATIONAL GEOGRAPHIC） マーゲイ（NATIONAL GEOGRAPHIC）                                            |
| #09  | おうちにおかえり | ますもとたくや            | 石山貴明                            | 雄谷将仁          | オオアルマジロ（ダーウィンが来た! 〜生きもの新伝説〜） ニシツノメドリ〈パフィン〉（NATIONAL GEOGRAPHIC） |
| #10  | ちえっくいん     | ますもとたくや            | 安藤尚也                            | 安藤尚也 中込健人 | カタカケフウチョウ（NATIONAL GEOGRAPHIC） カンザシフウチョウ（NATIONAL GEOGRAPHIC）                      |
| #11  | うみのごきげん   | ますもとたくや            | 島崎奈々子                          | 堀内良平          | ブタ（NATIONAL GEOGRAPHIC） ハブ（NATIONAL GEOGRAPHIC）                                                  |
| #12  | ただいま         | ますもとたくや            | 安藤尚也                            | 安藤尚也          | オオミミギツネ（NATIONAL GEOGRAPHIC） リョコウバト（わけあって絶滅しました。）                           |

## 放送局・配信元
| 放送期間                                                         | 放送時間                     | 放送局     | 対象地域   | 備考                      |
| ---------------------------------------------------------------- | ---------------------------- | ---------- | ---------- | ------------------------- |
| 2019年1月15日 - 4月2日                                           | 火曜 2:05 - 2:35（月曜深夜） | テレビ東京 | 関東広域圏 |                           |
|                                                                  |                              | テレビ大阪 | 大阪府     |                           |
|                                                                  | 火曜 3:05 - 3:35（月曜深夜） | テレビ愛知 | 愛知県     |                           |
|                                                                  | 火曜 21:00 - 21:30           | AT-X       | 日本全域   | CS放送 / リピート放送あり |
| 2019年1月17日 - 4月4日                                           | 木曜 0:30 - 1:00（水曜深夜） | BSテレ東   | 日本全域   | BS/BS4K放送               |
| 2019年2月4日 - 4月29日                                           | 月曜 1:20 - 1:50（日曜深夜） | 長崎放送   | 長崎県     |                           |
| 長崎放送以降の遅れネット局を除き、前週に放送開始記念特番を放送。 |                              |            |            |                           |

| 配信開始日    | 配信時間                     | 配信サイト                            |
| ------------- | ---------------------------- | ------------------------------------- |
| 2019年1月15日 | 火曜 2:35 更新（月曜深夜）   | あにてれ dアニメストア ニコニコ動画   |
|               | 火曜 2:35 - 3:05（月曜深夜） | AbemaTV                               |
| 2019年1月22日 | 火曜 0:00 更新               | Amazonプライム・ビデオ Netflix Paravi |

## 漫画
テレビアニメ『けものフレンズ2』コミカライズ版。『月刊少年エース』2019年3月号より2020年9月号まで連載された。作画担当は内藤隆。
基本的なストーリー等はテレビアニメに沿った形となっているが、アニメにおける1話分を複数話に分けながら（一部話数はダイジェストの形で次話に配分）、アニメ作中の他のキャラクターの視点や裏側、断片的な記憶や心理描写、「かがやき、思い出」を軸に描写を加筆するなど、アニメ本編と異なる展開も盛り込んで再構成している。
| 巻 | 発売日        | ISBN              |
| -- | ------------- | ----------------- |
| 1  | 2019年3月26日 | 978-4-04-108010-8 |
| 2  | 2020年1月24日 | 978-4-04-108697-1 |
| 3  | 2020年9月26日 | 978-4-04-109934-6 |

## 小説
角川つばさ文庫版 けものフレンズ おうちを探そう!
角川つばさ文庫版 けものフレンズ 大切な想い
KADOKAWA発行。著者百瀬しのぶ。テレビアニメ『けものフレンズ2』のノベライズであり、アニメと大きな変更点はない。
前編 2019年4月15日発売。ISBN 978-4046318909
後編 2019年6月15日発売。ISBN 978-4046319081

## イベント
先行上映会
2018年12月17日～12月26日の期間に11か所の会場で第1話の先行上映が行われた。各会場で異なったキャストがトークショーを行った。
前前夜祭
2019年1月12日かつしかシンフォニーヒルズにて行われたイベント。第1話先行上映とキャストやスタッフによるトークショーが行われた。
見逃し上映会
上映会と各回に出演したキャストとスタッフによるトークショーが行われた。会場はすべて新宿ピカデリー。全5回。
| 回数  | 日程          | 上映話         | 出演キャスト                                           | 出演スタッフ                     | 備考                                                 |
| ----- | ------------- | -------------- | ------------------------------------------------------ | -------------------------------- | ---------------------------------------------------- |
| 第1回 | 2019年1月24日 | 第1話、第2話   | 石川由依、根本流風                                     | 細谷伸之、沼田心之介[42]         |                                                      |
| 第2回 | 2019年2月14日 | 第3話～第5話   | 小池理子、築田行子、八木ましろ、菅まどか               | 細谷伸之、沼田心之介、梶井斉[43] |                                                      |
| 第3回 | 2019年3月5日  | 第6話～第8話   | 小野早稀、相羽あいな[44]                               | ─                                |                                                      |
| 第4回 | 2019年3月26日 | 第9話、第10話  | 佐々木未来、田村響華                                   | 細谷伸之、沼田心之介[45]         |                                                      |
| 第5回 | 2019年4月17日 | 第11話、第12話 | 尾崎由香、相羽あいな、八木ましろ、菅まどか、佐々木未来 | 沼田心之介、安藤尚也[46]         | 当初、細谷伸之が出演予定だったが、変更になった[47]。 |
けものフレンズわーるど
本作を含む作品の制作に関連する吉崎観音のコンセプトアートの展示会。

## 受賞歴
- アニメ流行語大賞2019金賞 - 「ゴマすりクソバード」[48]

## 声優ユニット
けものフレンズ2では、オーディションで選ばれた声優2人によるユニット「Gothic×Luck」が活動を開始している。

## 関連商品

### BD
| 巻 | 発売日        | 収録話          | 規格品番  | EANコード         |
| -- | ------------- | --------------- | --------- | ----------------- |
| 1  | 2019年4月24日 | 第1話 - 第3話   | KAXA-7711 | EAN 4988111909978 |
| 2  | 2019年5月24日 | 第4話 - 第6話   | KAXA-7712 | EAN 4988111909985 |
| 3  | 2019年6月24日 | 第7話 - 第9話   | KAXA-7713 | EAN 4988111909992 |
| 4  | 2019年7月24日 | 第10話 - 第12話 | KAXA-7714 | EAN 4988111910004 |

### サウンドトラック
2019年6月19日にビクターエンタテインメントからTVアニメ『けものフレンズ2』オリジナルサウンドトラックが発売された。品番はVIZL-1606。オリコン過去最高順位は56位。
収録内容
| #         | タイトル                                                 | 作詞      | 作曲      | 編曲      | 時間  |
| --------- | -------------------------------------------------------- | --------- | --------- | --------- | ----- |
| 1.        | 「広大なパークへ!」                                      |           | 立山秋航  | 立山秋航  | 2:07  |
| 2.        | 「森の中のワクワク」                                     |           | 立山秋航  | 立山秋航  | 2:08  |
| 3.        | 「深い海の底へ」                                         |           | 立山秋航  | 立山秋航  | 2:17  |
| 4.        | 「自然の神秘」                                           |           | 立山秋航  | 立山秋航  | 1:35  |
| 5.        | 「フレンズ行進曲」                                       |           | 立山秋航  | 立山秋航  | 1:35  |
| 6.        | 「キュルルの記憶」                                       |           | 立山秋航  | 立山秋航  | 2:18  |
| 7.        | 「キュルルのお絵かき」                                   |           | 立山秋航  | 立山秋航  | 1:49  |
| 8.        | 「こっそり隠れて」                                       |           | 立山秋航  | 立山秋航  | 1:42  |
| 9.        | 「ゾッと鳥肌」                                           |           | 立山秋航  | 立山秋航  | 1:33  |
| 10.       | 「名探偵コンビ」                                         |           | 立山秋航  | 立山秋航  | 1:46  |
| 11.       | 「不思議な研究」                                         |           | 立山秋航  | 立山秋航  | 1:52  |
| 12.       | 「競争!かけっこ!運動会!」                                |           | 立山秋航  | 立山秋航  | 2:26  |
| 13.       | 「楽しい毎日」                                           |           | 立山秋航  | 立山秋航  | 1:38  |
| 14.       | 「ミステリアスな問いかけ」                               |           | 立山秋航  | 立山秋航  | 1:17  |
| 15.       | 「荒れた景色」                                           |           | 立山秋航  | 立山秋航  | 2:03  |
| 16.       | 「ハードな戦い」                                         |           | 立山秋航  | 立山秋航  | 2:56  |
| 17.       | 「大活躍!」                                              |           | 立山秋航  | 立山秋航  | 1:53  |
| 18.       | 「ホッとして」                                           |           | 立山秋航  | 立山秋航  | 1:44  |
| 19.       | 「キュルルの旅路」                                       |           | 立山秋航  | 立山秋航  | 1:44  |
| 20.       | 「カフェで一息」                                         |           | 立山秋航  | 立山秋航  | 0:35  |
| 21.       | 「遊園地で遊ぼう!」                                      |           | 立山秋航  | 立山秋航  | 2:18  |
| 22.       | 「おりこうさん」                                         |           | 立山秋航  | 立山秋航  | 1:46  |
| 23.       | 「今日の動物は何かな?」                                  |           | 立山秋航  | 立山秋航  | 0:35  |
| 24.       | 「コミカルな日常」                                       |           | 立山秋航  | 立山秋航  | 1:38  |
| 25.       | 「乗ってけ!ジャパリビート ～orgel ver.～」               |           | 大石昌良  | 立山秋航  | 1:41  |
| 26.       | 「不安なキモチ」                                         |           | 立山秋航  | 立山秋航  | 1:38  |
| 27.       | 「たーのーしっ!」                                        |           | 立山秋航  | 立山秋航  | 1:54  |
| 28.       | 「友達になれてよかった」                                 |           | 立山秋航  | 立山秋航  | 2:06  |
| 29.       | 「弾む嬉しさ」                                           |           | 立山秋航  | 立山秋航  | 1:42  |
| 30.       | 「あっ!危ない!」                                         |           | 立山秋航  | 立山秋航  | 1:09  |
| 31.       | 「可愛い口ゲンカ」                                       |           | 立山秋航  | 立山秋航  | 1:12  |
| 32.       | 「乗ってけ!ジャパリビート (TV size ver.) (BONUS TRACK)」 | 大石昌良  | 大石昌良  | 大石昌良  | 1:33  |
| 33.       | 「星をつなげて (TV size ver.) (BONUS TRACK)」            | じん      | じん      | じん      | 1:35  |
| 34.       | 「きみは帰る場所 (TV size ver.) (BONUS TRACK)」          | 林英樹    | 佐藤純一  | 佐藤純一  | 1:32  |
| 合計時間: | 合計時間:                                                | 合計時間: | 合計時間: | 合計時間: | 59:17 |

## コラボレーション・展開
- 共闘ことばRPG コトダマン(SEGA) - コラボレーションイベントが2回にわたって行われた。第1弾は、2018年10月4日から同月29日まで[52]。第2弾は、2019年1月9日から同月30日まで開催された[53]。
- 東武ジャパリパーク - 2018年12月21日から2019年5月31日まで、東武動物公園とけものフレンズ2がコラボした『東武ジャパリパーク』が開催された。テレビ東京・ 東北新社・AID -DCC/AID -PLUSによる、けものフレンズ2東武ジャパリパーク実行委員会が組織され、ARと位置情報技術を活用した周遊体験型ゲームアトラクションを楽しむことができた[54]。第3回 アニものづくりアワードにて、テクノロジー・イノベーション部門 金賞、コンテンツコラボ部門 銅賞の2部門を受賞した[55]。
- ぽすくま森の年賀状屋さん(日本郵便) - 2018年12月4日から2019年1月15日までコラボデザインの年賀状の制作が可能だった[56]。
- アド街っぷ - 2019年1月10日から2月8日の期間で、コラボを行い、タイアップした店舗ではコラボポストカードがプレゼントされた[57]。
- ダーツハイブ - コラボ商品が2019年1月28日から順次発売された[58]。
- カスタムキャスト - 2019年1月31日に「カスタムキャスト」で使用できるコラボアイテムが用意された。アプリ専用通貨で購入できた[59]。
- セガNET麻雀 MJ - 2019年2月25日から同年3月17日、コラボレーションイベントが開催された[60]。
- SHELLISTA - コラボデザインの商品が登場した[61]。
- チェインクロニクル3 - 2019年3月19日から同月27日まで、コラボレーションイベントが開催された[62]。
- 西鉄バス北九州 - 2019年3月23日から9月22日まで、けものフレンズ2ラッピング仕様のギャラリーバスが運行した[63]。
- チャンピオンカレー - 2019年4月2日からコラボ商品『けものフレンズ2 お野菜ゴロッとジャパリカレー』を発売[64]。
- 原宿カワイーヤ - 2019年4月6日～5月6日にコラボし、「けものフレンズ～ジャングルカフェ～」を開催した[65]。
- 江戸前汽船 - 2019年4月8日から5月12日まで、コラボした『けものフレンズ屋形船』が運航していた[66]。江戸前汽船は同年秋には、けものフレンズ3ともコラボした[67]。
- デスティニーチャイルド - 2019年4月11日から同年5月9日まで、コラボレーションイベントが行われた[68][69]。
- ドラゴンネストM - 019年6月13日から同年7月4日まで、コラボレーションイベントが行われた[70]。
- ハンゲーム - * 2019年6月25日から同年7月31日まで、「ハンゲーム」内で使用できるコラボレーションアバターが入手できた[71][72]。
- マビノギ - 2020年5月20日から同年6月17日まで、コラボレーションイベントが開催された[73][74]。
- テイルズウィーバー - 2020年10月28日から同年11月25日まで、PC用MMORPG「テイルズウィーバー」でコラボレーションイベントが開催された[75]。

## トラブル

### 第2期新ユニットオーディション台本の盗作
2018年9月2日、公式ホームページで第2期が改めて発表され、あわせて公式Twitter・YouTube公式等でPV第1弾の公開や新ユニットの募集が行われた。
同日、新ユニットオーディションで使用される台本について、個人サイト「目指そう!声優」の管理者が同サイトで公開されているものと一致していることを指摘し、この台本は素材フリーとしているが著作権は放棄していないと宣言。その後、台本は内容が不適切だったとして取り下げられた。その後制作委員会であるけものフレンズプロジェクト2A（以下KFP2A）の参加企業でありオーディションを主催したAgeGlobalNetwork（以下AGN）社長の加藤英治が台本を盗作された管理者に対してSNSを通して直接会いたい旨を伝えたが断られている。

### アニメ2期炎上騒動
アニメ1期の監督降板騒動もあり、アニメ2期に対しても少なからず批判の声が上がっていた。このうちニコニコ生放送では、2019年3月12日に配信された第9話の放送後アンケートにおいて、5段階評価のうち最高評価に相当する「とても良かった」が3%となり、公式アニメ配信でのワースト2位（当時）を記録した。同じく第12話のアンケートにおいては「とても良かった」が2.6%、最低評価である「良くなかった」が95.3%となり、『遊☆戯☆王ARC-V』第148話の「とても良かった」2.8%と「良くなかった」94.2％を共に更新し、公式アニメ配信での最低記録となった。
アニメ2期にここまで極端な批判が集まった理由の一つとして、多くの視聴者が2期の内容等が制作陣による1期ファン・制作陣に対する"悪意"で満ちているように感じたという感想がある。1期と対照的な内容ゆえに「1期をとにかく潰したいという悪意を感じる」という声が一部で上がった。4月15日、テレビ東京は同社の『けものフレンズ2』公式サイトにて、同社スタッフがSNSで「視聴者の方々を不快にさせる」不適切な投稿をした事を認め、謝罪するコメントを発表した。日本では発言を行ったスタッフの実名や不適切発言の具体的な内容は示されなかったが、海外のギーク系ニュースサイトでは細谷伸之の発言と報じている。
2019年4月25日、テレビ東京定例記者会見でライツビジネス本部長の川崎由紀夫は、細谷のSNS投稿に対して、同局が謝罪した問題で彼をアニメ以外の他の部署に異動させ、アニメ制作業務から退かせたが、社内処分ではなく定期異動の一環であると発表した。また、同本部長は細谷のSNS上での発言が、視聴者の意見を皮肉ったり、煽ったりしたものであり、不適切だったことを認め、宣伝するつもりが対応を誤ったということで反省している、と述べた。同局の小孫茂社長は、視聴者の意見に対しては常に真摯であるべきで、どのような反応を届けられたとしても、正面から受け止めなければならないとしている。
2020年6月24日に細谷はテレビ東京を退職している。

### ブルーレイ全巻購入特典の景品表示法違反の指摘
第2期ブルーレイ全巻購入特典の「全話一挙見ディスク」がプレゼントされることになっているが、ブルーレイ購入者が封入されたチラシの中に全話一挙見ディスクに1000円の手数料が必要と記載されていることを公表した。カドカワストアと松竹DVD倶楽部には手数料が必要との但し書きがなく、景品表示法違反が指摘されていた。6月7日に誤記を認め謝罪した。